# Steve Overland
Steve Overland (nacido en 1960) es un cantante de AOR inglés. Conocido por ser el vocalista de las bandas inglesas FM, Shadowman y Wildlife entre otras. En el año 2008 lanzó su primer álbum en solitario, denominado "Break Away", donde se puede apreciar una ligera fusión entre AOR melódico y blues-rock. Actualmente forma parte de la banda AOR Groundbreaker.

## Discografía
Wildlife
- Burning (1980)
- Wildlife (1983)

FM
- Indiscreet (1986)
- Tough It Out - (1989)
- Takin' It to the Streets (1991)
- Aphrodisiac (1992)
- Closer to Heaven (1993)
- No Electricity Required (1993)
- Only the Strong - The Best of FM (1994)
- Dead Man's Shoes (1995)
- Paraphernalia (1996)
- Long Time No See (2003)
- Long Lost Friends (2005)
- Metropolis (2010)
- Rockville (2013)
- Rockville II (2013)
- Futurama (EP+LIVE) (2014)
- Heroes And Villains (2015)
- Indiscreet 30 (2016)
- Atomic Generation (2018)
- The Italian Job (2019) (DVD/CD + Blu-ray)
- Synchronized (2020)
- Thirteen (2022)
- Old Habits Die Hard (2024)

So!
- Brass Monkey (2000)

The Ladder
- Future Miracles (2004)
- Sacred (2007)

Shadowman
- Land Of The Living (2004)
- Different Angles (2006)
- Ghost In The Mirror (2008)
- Watching Over You (2011)
- Secrets and Lies (2017)

Overland
- Break Away (2008)
- Diamond Dealer (2009)
- Epic (2014)
- Contagious (2016)
- Scandalous (2020)
- Six (2023)

Ozone
- Self Defence (2015)

Groundbreaker
- Groundbreaker (2018)
- Soul to Soul (2021)